# Dělnické listy
Dělnické listy byly český dělnický časopis a později deník, který sehrál významnou roli v českém dělnickém hnutí. Vycházel nejdříve od roku 1872 v Praze a pak s přestávkami mezi lety 1881 a 1934 ve Vídni, proto roku 1926 změnil název na Vídeňské dělnické listy.

## Historie

### Pražské Dělnické listy
Začal vycházet v lednu 1872 v Rakousku-Uhersku pod patronací politické strany Mladočechů a byl redigován Josefem Barákem. Postupně v něm ale začal sílit vliv sociální demokracie. Po krátké pauze mezi lety 1876 a 1877 byl obnoven pod vedením Josefa Boleslava Pecky-Strahovského. Pecka s Ladislavem Zápotockým, který byl také redaktorem Dělnických listů, se v roce 1878 podíleli na založení české sociálně demokratické strany.

### Vídeňské Dělnické listy
V roce 1881 přesídlilo vedení sociální demokracie do Vídně a s nimi došlo i ke změně místa vydávání Dělnických listů, kde začaly vycházet od 1. února 1881, kde byl jeho vydavatelem a redaktorem opět Josef Boleslav Pecka. Dělnické listy vycházely ve Vídni do roku 1884 a obnoveny byly až v květnu 1890. Postupně byl počet vydání rozšiřován a od roku 1900 se staly deníkem. Mezi redaktory vídeňských Dělnických listů patřili např. Vlastimil Tusar a Ivan Olbracht.
Po první světové válce byl roku 1926 přejmenován na Vídeňské dělnické listy a vycházel až roku 1934, kdy v důsledku politického vývoje v Rakousku zanikl. Stejnojmenné periodikum vycházelo na konci 19. století jako krajanský časopis ve Spojených státech.

## Dělnické listy (2003)
Radikální Dělnická strana vydávala od svého založení v roce 2003 až do svého rozpuštění 17. února 2010 čtvrtletně stranickou tiskovinu s názvem Dělnické listy, kterou označovala za obnovené vydání původních Dělnických listů z roku 1872.. Po zrušení Dělnické strany přešla tiskovina pod Dělnickou stranu sociální spravedlnosti, která zanikla v říjnu 2024.